# Cristalografia eletrónica
Cristalografia eletrónica (português europeu) ou cristalografia eletrônica (português brasileiro) é um método usado para determinar a disposição de átomos em sólidos através de um microscópio electrónico de transmissão. Este método é usado em diversas situações onde não é possível usar a cristalografia de raios X. O método foi inventado por Aaron Klug, pelo qual recebeu em 1982 o Prémio Nobel de Química.